# Maciuki
Maciuki (biał. Мацюкі; ros. Матюки) – wieś na Białorusi, w obwodzie witebskim, w rejonie miorskim, w sielsowiecie Miory.
Dawniej używana nazwa – Maciuki Miorskie.

## Historia
W czasach zaborów w powiecie dzisieńskim, w guberni wileńskiej Imperium Rosyjskiego.
W latach 1921–1945 wieś leżała w Polsce, w województwie wileńskim, w powiecie dziśnieńskim (od 1926 w powiecie brasławskim) w gminie Miory.
Według Powszechnego Spisu Ludności z 1921 roku zamieszkiwało tu 129 osób, wszystkie były wyznania rzymskokatolickiego i zadeklarowały polską przynależność narodową. Było tu 27 budynków mieszkalnych. W 1931 w 30 domach zamieszkiwały 134 osoby.
Wierni należeli do parafii rzymskokatolickiej w Miorach. Miejscowość podlegała pod Sąd Grodzki w Drui i Okręgowy w Wilnie; właściwy urząd pocztowy mieścił się w Miorach.
W wyniku napaści ZSRR na Polskę we wrześniu 1939 miejscowość znalazła się pod okupacją sowiecką. 2 listopada została włączona do Białoruskiej SRR. Od czerwca 1941 roku pod okupacją niemiecką. W 1944 miejscowość została ponownie zajęta przez wojska sowieckie i włączona do Białoruskiej SRR.
Od 1991 w składzie niepodległej Białorusi.